# ARA Sarandí (D-13)
O ARA Sarandí  é o quarto navio da classe Almirante Brown (MEKO 360H2), de uma série de quatro contratorpedeiros feitos para a Armada Argentina.
Sua construção começou em 9 de março de 1982, foi lançado ao mar em 31 de agosto de 1982 e entrou em serviço em 16 de janeiro de 1984.